# Ekvivalence (matematika)
Pojem ekvivalence je v matematice používán pro binární relaci, která množinu, na které je definována, rozděluje na vzájemně disjunktní podmnožiny. Obvyklé značení relace je pomocí infixu ≡ nebo ~.
Zápis "a ~R b" vyjadřuje, že v relaci ekvivalence R jsou a a b v relaci. Tedy že {\displaystyle aRb} nebo {\displaystyle (a,b)\in R}.
Relací ekvivalence nad množinou {\displaystyle \{a,b,c\}} může být například {\displaystyle \{(a,a),(b,b),(c,c),(b,c),(c,b)\}}. Rozkladem pak bude {\displaystyle \{\{a\},\{b,c\}\}}, přičemž množiny {\displaystyle \{a\}} a {\displaystyle \{b,c\}} nazýváme třídy rozkladu.

## Definice
Binární relace {\displaystyle R\,\!} na množině {\displaystyle X\,\!} je ekvivalencí, pokud je {\displaystyle R\,\!} na {\displaystyle X\,\!}
- reflexivní, tj. {\displaystyle \forall a\in X:[a,a]\in R\,\!}
- symetrická, tj. {\displaystyle \forall a,b\in X:[a,b]\in R\implies [b,a]\in R\,\!}
- tranzitivní, tj. {\displaystyle \forall a,b,c\in X:(([a,b]\in R\land [b,c]\in R)\implies [a,c]\in R)\,\!}

## Rozklad a třídy ekvivalence
Relace ekvivalence určuje jednoznačně rozklad (faktormnožinu) množiny {\displaystyle X\,\!} na třídy ekvivalence.
Rozkladem zde rozumíme takovou množinu {\displaystyle Y\subseteq {\mathcal {P}}(X)\,\!} podmnožin množiny {\displaystyle X\,\!}, že sjednocením této množiny je {\displaystyle X\,\!} a každé dva prvky množiny {\displaystyle Y\,\!} jsou disjunktní:
- {\displaystyle Y\subseteq {\mathcal {P}}(X)\,\!}, kde {\displaystyle {\mathcal {P}}(X)\,\!} je potenční množina množiny {\displaystyle X\,\!}
- {\displaystyle \bigcup Y=X\,\!}
- {\displaystyle (a,b\in Y\land a\neq b)\implies a\cap b=\emptyset \,\!}

Třídy ekvivalence jsou právě podmnožiny {\displaystyle X\,\!}, přičemž každá třída ekvivalence obsahuje právě všechny takové prvky z množiny {\displaystyle X\,\!} , že každé dva v rámci této třídy jsou navzájem ekvivalentní ve smyslu dané relace. Každý z těchto prvků je ekvivalentní i se sebou samým (reflexivita). Třídu ekvivalence, do které patří právě nějaký prvek {\displaystyle a\in X\,\!}, značíme {\displaystyle [a]_{R}\,\!}. Z definice je tedy patrné, že tento prvek {\displaystyle a\in [a]_{R}\,\!} je ekvivalentní s každým jiným prvkem náležícím do {\displaystyle [a]_{R}\,\!}. Rozklad množiny {\displaystyle X\,\!} podle ekvivalence {\displaystyle R\,\!} je následující množina:

{\displaystyle X/R=\{[a]_{R}:a\in X\}\,\!}
Platí to i naopak – každý rozklad {\displaystyle Y\,\!} množiny {\displaystyle X\,\!} určuje jednoznačně právě jednu relaci ekvivalence:
{\displaystyle [a,b]\in R\Leftrightarrow (\exists y\in Y)(a\in y\land b\in y)\,\!}

### Příklad rozkladu
- Nechť {\displaystyle X} a {\displaystyle Y} jsou v relaci, pokud mají stejný zbytek po dělení deseti {\displaystyle \textstyle X\equiv Y{\pmod {10}}}. Rozkladem celých čísel podle této relace je pak deset množin, například {\displaystyle \{\ldots ,-28,-18,-8,2,12,22,\ldots \}} nebo {\displaystyle \{\ldots ,-27,-17,-7,3,13,23,\ldots \}}.

- Nechť státy {\displaystyle X} a {\displaystyle Y} jsou v relaci, pokud se v nich platí stejnou měnou. Potom v jedné množině bude {Česká republika}, protože pouze zde se platí českou korunou, v jiné {Rakousko, Slovensko, Francie, Belgie…}, protože zde se platí eurem, atd.

## Vlastnosti a příklady

### Identita jako ekvivalence
Na každé množině {\displaystyle X\,\!} je identická relace {\displaystyle id_{X}\,\!} ekvivalence. Všechny její třídy ekvivalence jsou jednoprvkové, takže rozklad podle identické relace obsahuje stejný počet prvků, jako původní množina:

{\displaystyle X/id_{X}=\{\{a\}:a\in X\}\,\!}

### Kartézský součin jako ekvivalence
Na každé množině {\displaystyle X\,\!} je kartézský součin {\displaystyle X\times X\,\!} (tj. největší možná binární relace na množině {\displaystyle X\,\!} ) ekvivalence. Její rozklad má pouze jeden prvek – celou množinu {\displaystyle X\,\!}:

{\displaystyle X/(X\times X)=\{X\}\,\!}

### Zbytkové třídy jako ekvivalence
Uvažujme nyní o množině {\displaystyle \omega \,\!} všech přirozených čísel a relaci {\displaystyle R\,\!}:

{\displaystyle [a,b]\in R\,\!} právě když a,b mají stejný zbytek po dělení číslem 7
Tato relace je ekvivalence (jedná se dokonce o speciální algebraickou ekvivalenci, která je nazývána kongruence). Její rozklad má sedm tříd ekvivalence:

{\displaystyle \omega /R=\{\{0,7,14,\ldots \},\{1,8,15,\ldots \},\{2,9,16,\ldots \},\ldots \}\,\!}

### Souvislé komponenty grafu jako ekvivalence
Uvažme neorientovaný graf {\displaystyle G=\left(V,E\right)}. Na množině vrcholů {\displaystyle V\,\!} lze definovat relaci {\displaystyle \rho \,\!} jako 

{\displaystyle \forall v_{1}v_{2}\in V:v_{1}\ \rho \ v_{2}\Leftrightarrow } existuje cesta z {\displaystyle v_{1}\,\!} do {\displaystyle v_{2}\,\!}

Rozklad třídy {\displaystyle \rho /V\,\!} definuje souvislé komponenty grafu